# Saxifraga pubescens
Saxifraga pubescens är en stenbräckeväxtart. Saxifraga pubescens ingår i Bräckesläktet som ingår i familjen stenbräckeväxter.

## Underarter
Arten delas in i följande underarter:
- S. p. iratiana
- S. p. pubescens

## Bildgalleri

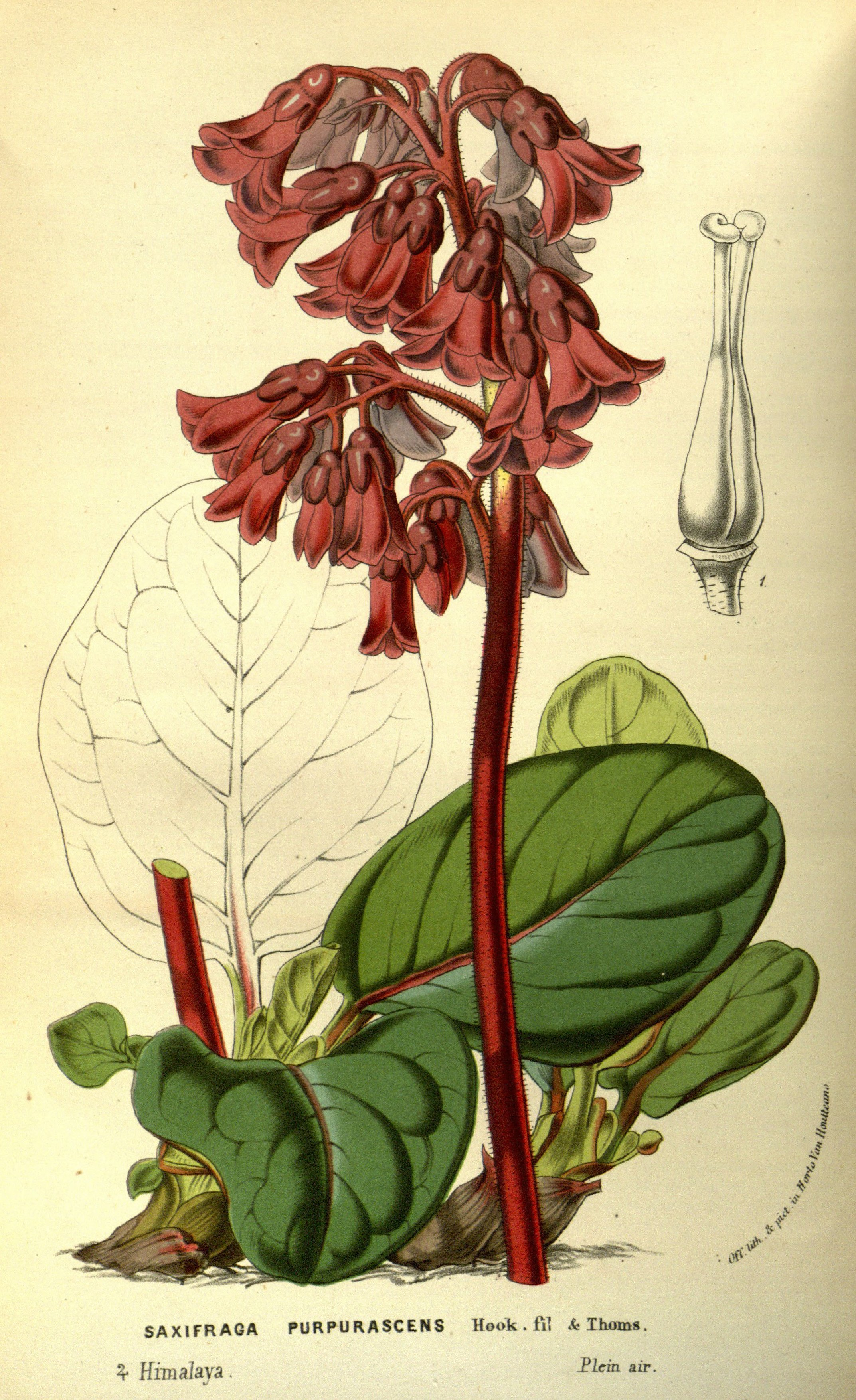
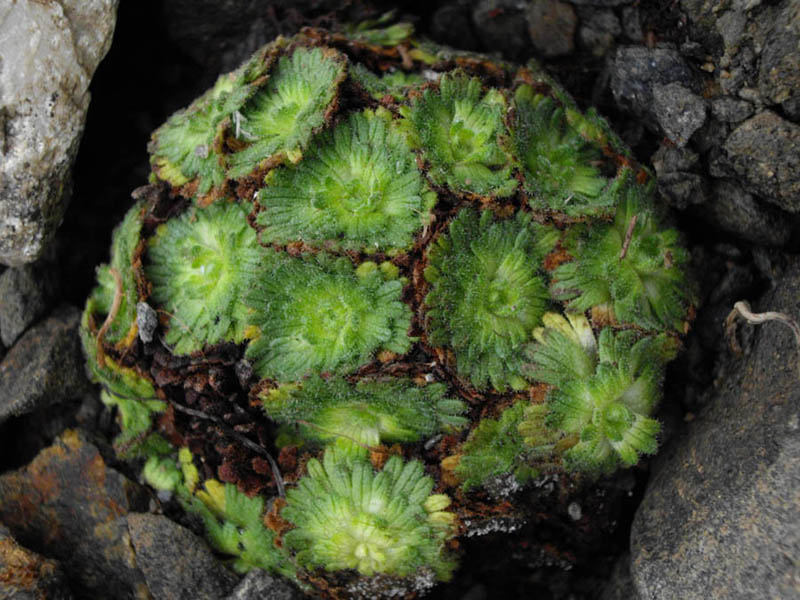
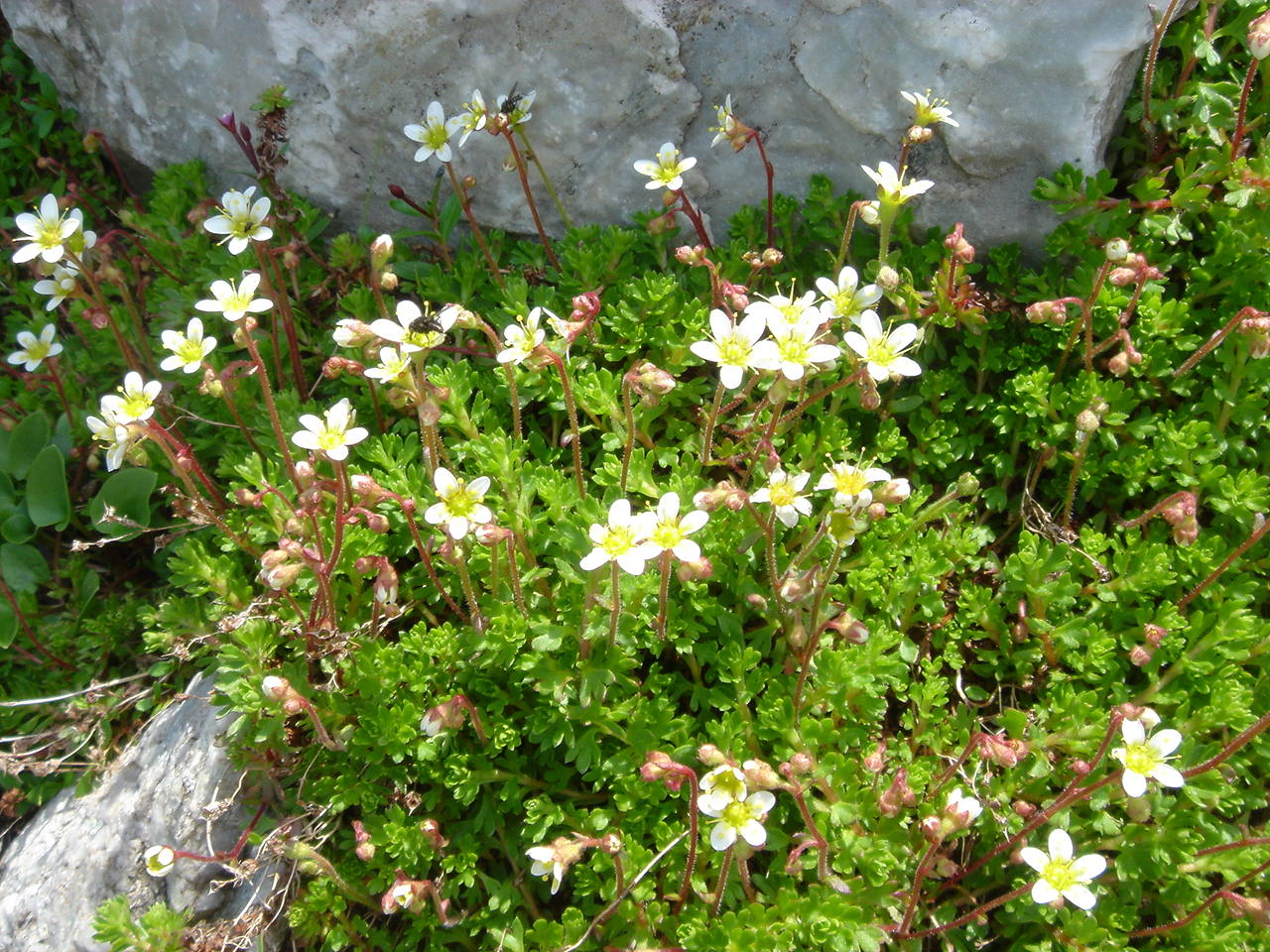
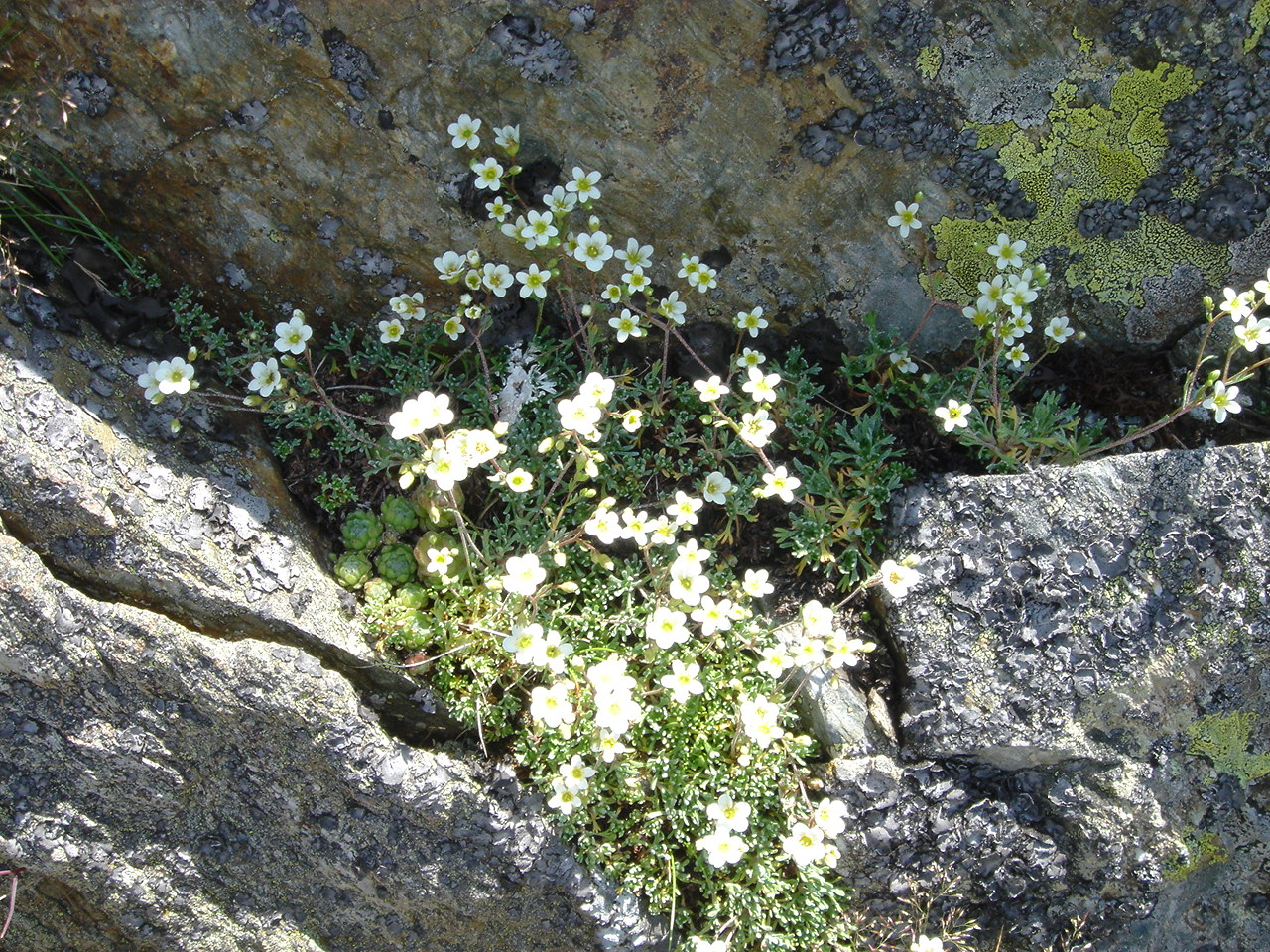
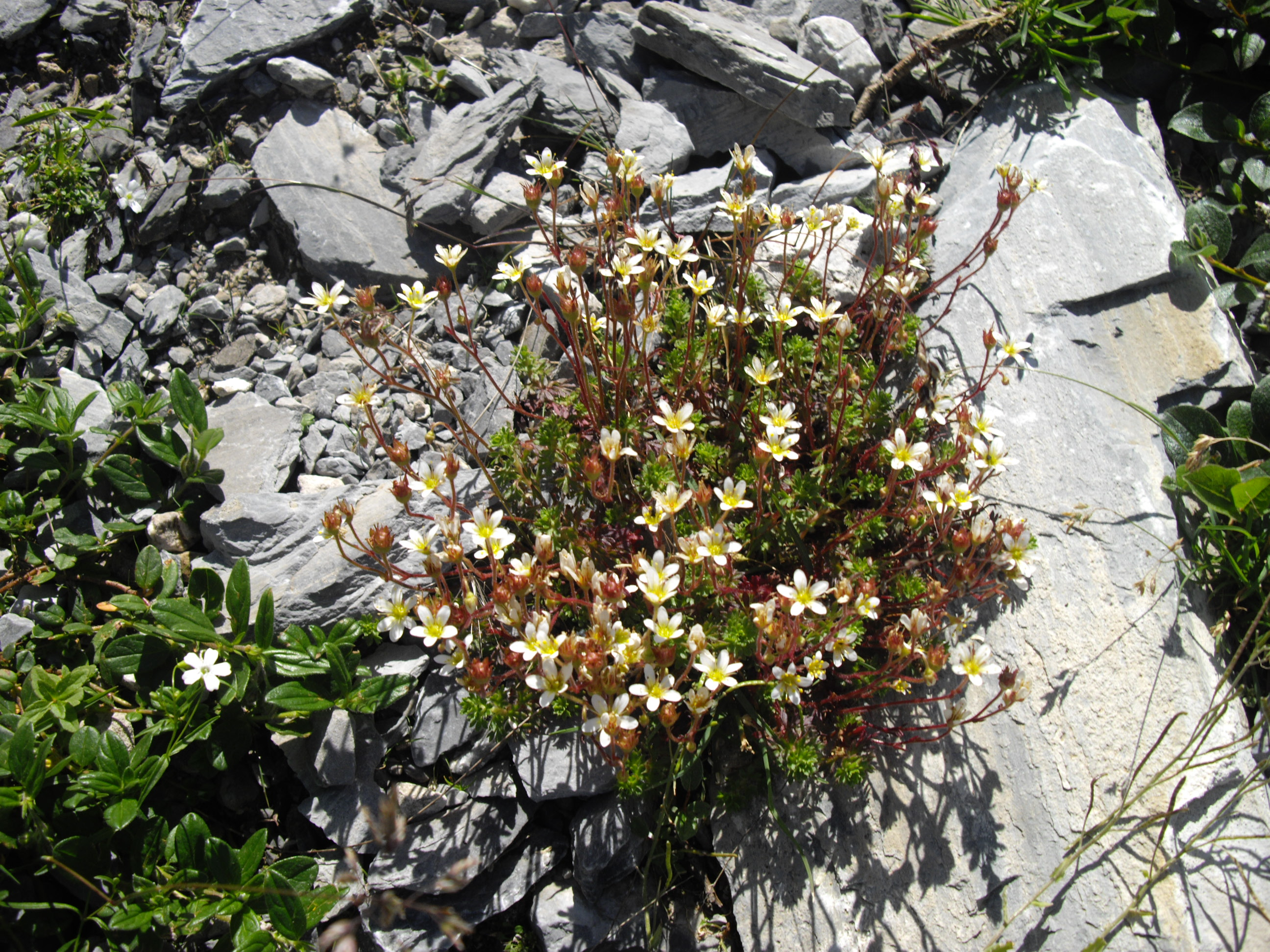
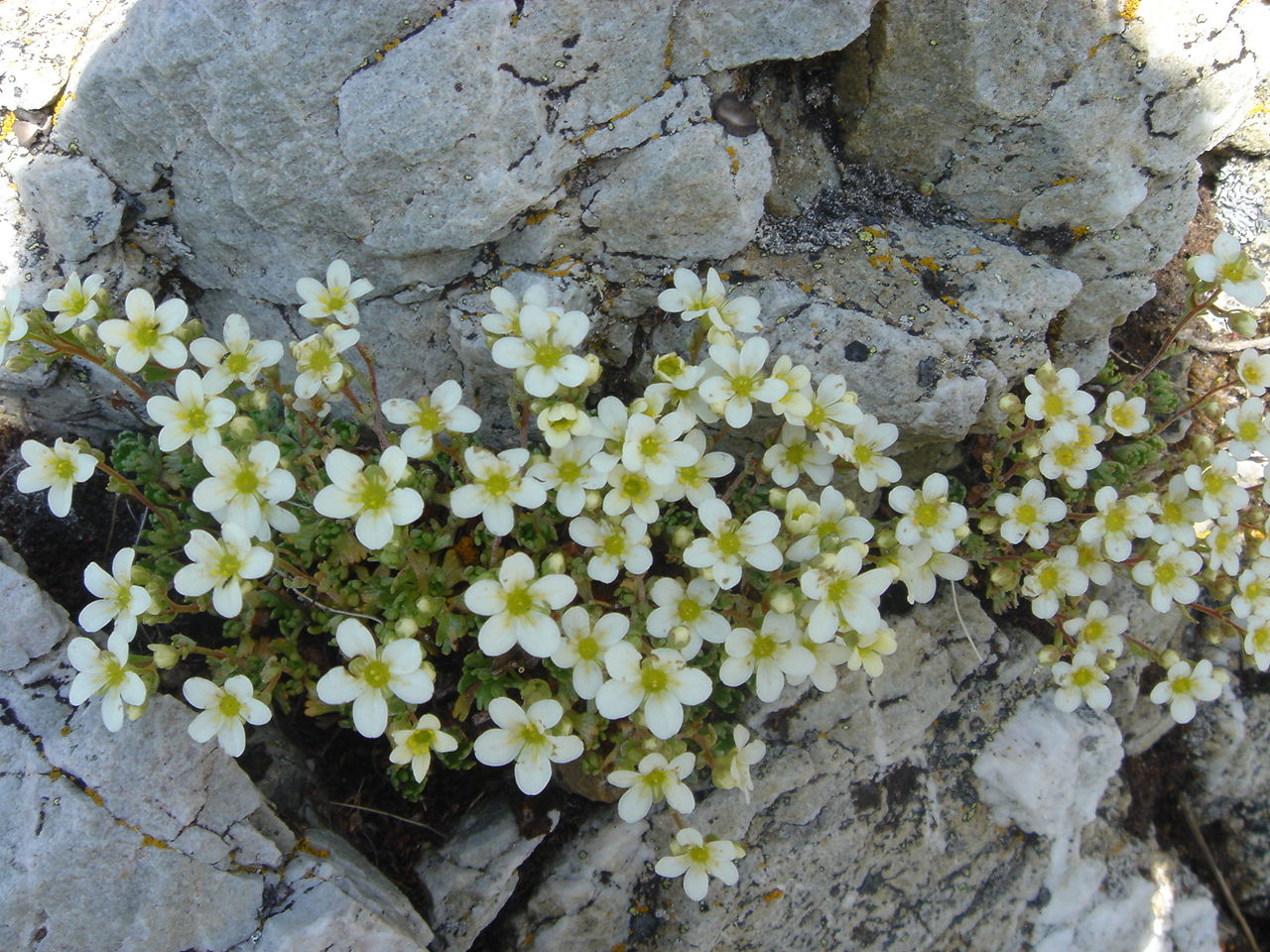